# 2014年の西アフリカエボラ出血熱流行
2014年の西アフリカエボラ出血熱流行（2014ねんのにしアフリカエボラしゅっけつねつりゅうこう）は、ギニアをはじめとする西アフリカにて2013年12月ごろから、バイオセーフティーレベル4に属する最強の感染性と毒性を持つエボラウイルスによって引き起こされるエボラ出血熱が流行し始めた事象で、2014年6月ごろより感染が急拡大して深刻な事態となった。
2015年10月18日までにおける世界保健機関（WHO）の発表によると、感染疑い例も含め28,512名が感染し、11,313名が死亡（死亡率40%）した。
この対策にはWHOのほかに、アメリカ疾病予防管理センター（CDC）、欧州委員会（EU）、西アフリカ諸国経済共同体（ECOWAS）、国境なき医師団（MSF）、平和部隊、赤十字社（IFRC）などが乗り出し、各種基金や人的支援を行っている。流行は森林隣接地帯が中心であり、この地域の葬儀で死者に触れる習慣が流行を加速させていると国連代理人は述べている。また、コウモリやサルなどの野生動物を食べる習慣がリスクを高めているとの推測もある。
患者は急増し、アメリカ人の感染・死亡と同国医療従事者の感染があり、アメリカ途上国支援団体の平和部隊はボランティアの撤退を決め、CDCが渡航自粛勧告を行った。
2014年8月8日、WHOは西アフリカにおけるエボラ出血熱の流行が「国際的に懸念される公衆衛生上の緊急事態（PHEIC）」であると宣言した。2016年3月29日解除。
エボラ出血熱の感染者数・死亡者数ともに過去最多に達し、2015年10月時点でも指数関数的に増加中であった。また、西アフリカにおける初めての流行、および史上初めての首都での流行となった。
2015年5月9日、WHOが終息の目安としている42日間で新たな感染者が確認されなかったことから、リベリア政府はエボラ出血熱の終息を宣言をした。
2016年1月14日、WHOは西アフリカで確認された感染の終息を宣言した。しかし引き続き警戒を行い、もしもの時に対応できる態勢を整えておくことが重要だともコメントした宣言翌日の1月15日、シエラレオネで2015年9月以来となる感染者が発見された。

## 経緯

### 流行の始まり
流行は、2013年12月にギニアで始まった。最初の感染者はゲケドゥに在住していた2歳の男児（12月6日に死亡）だとみられている。すぐに母親、姉（3歳）と祖母が死亡したが、誰もエボラだとは考えなかった。感染源としてはウイルスに汚染された果物を食べたこと、汚染された針で注射されたこと、野生のコウモリとの接触の可能性などが疑われるが明確な原因は不明である。またこの男児を含め、最初期の感染者の疑いがあるとされている人の居住県として、コナクリ（4名）、ゲケドゥ（4名）、マセンタ（1名）、ダボラ（1名）が挙げられている。
感染が始まった場所はより正確にはメリアンドゥ村で、最初の犠牲者である2歳男児がよく遊んでいた村にある大木の洞には、エボラの自然宿主であるコウモリが生息していた。このため、この木がグラウンド・ゼロ（発生源）と疑われている。後述のように、公衆衛生の遅れや現地の習慣のほか、呪術治療への信仰と外部から訪れる医療関係者への不信などが感染を広げた。
ギニア保健省は翌2014年3月20日に、2月9日に初の発症例が確認された正体不明の病気が36人で確認され、うち少なくとも23人が死亡したと発表した。その症状には発熱、下痢、嘔吐が含まれ、一部の患者には出血もみられると報告されており、ラッサ熱・黄熱・エボラ出血熱の症状に似ていた。3月22日にギニア政府は、フランスのリヨンにある研究所から病気がエボラ出血熱であるとの報告を受け、その時点での感染被疑者は80人、死亡者は59人だと発表した。ギニア保健省からの通告に基づき、WHOは3月23日に第1報を出した。
ギニア保健省の3月25日の報告では、ギニア南東部のゲケドゥ、マセンタ、ンゼレコレ、キシドゥグでの発生が伝えられている。その翌日、フランスリヨンのパスツール研究所は、それがザイール株であると発表した。ただし、その後の全遺伝子解析によって、それが新株であることが明らかになっている。ギニアの首都コナクリでも感染が見つかった。NGOプラン・ギニアのイブラヒマ・トゥーレは「コナクリの大部分の人々は貧しく、水と公衆衛生が不足しているため、流行が急速に拡大する危険がある。水が不足しているため、手も洗えません」と述べている。また、西アフリカには葬儀で遺体に触れて哀悼するという習慣があり、これがエボラ流行の原因の一つになっているという指摘もある。

### 初期の対策
ギニア、シエラレオネ、リベリア各国の当局は、国家非常事態委員会を立ち上げ、エボラ対策計画を実行した。また、西アフリカ諸国経済共同体（ECOWAS）は3月末、国際的支援が必要との声明を発表した。第44回西アフリカ政府長官会議期間中の3月30日、ECOWASは25万USドルの支援を発表。シエラレオネ当局は、ギニアおよびリベリアからの入国者に対し、厳しい健康チェックを行う規定を発表した。
欧州委員会（EC）は、ギニアとその近隣諸国での流行を抑えるため、50万ユーロを供出した。ECは、状況評価と地方への情報伝達のため、ギニアに専門家も派遣している。EU委員で国際協力・人道援助・危機対応担当のクリスタリナ・ゲオルギエヴァは3月28日のプレスリリースで「我々はこの悪性の病気の蔓延に強い関心を持っており、我々の支援は保健対策に即時かつ効果的となるだろう。近隣諸国に流行が広がるのを抑えるためには、我々の素早い対応が不可欠である」と述べている。
ギニアの北隣セネガルの内務省は3月末、ギニア国境からの入国を無期限停止にした。さらに2014年3月26日、モーリタニアは、セネガル川の上流にギニアがあるため、セネガル川からの入国口をロッソとディアマの2か所に制限した。3月31日、アメリカ疾病予防管理センターは、ギニア保健省とWHOのサポートとして、5名のチームを派遣している。2014年4月1日、サウジアラビアは、ギニアとリベリアからのメッカ巡礼を理由としたビザの交付を停止した。さらに、モロッコは、西アフリカのハブ空港であるムハンマド5世国際空港の医学チェックを強化した。これとは対照的に、ギニアとリベリアの国境は大きな対応はなされなかった。リベリアのモンロビアに駐在しているギニアの大使は、国境の封鎖ではなく直接病気と闘う努力が効果的だと主張した。
EUが資金提供しているヨーロッパモバイル研究所 (European Mobile Laboratory) は、WHO/地球規模感染症に対する警戒と対応ネットワーク（GOARN）の流行対策の一環として、リスクグループ4の病原体を取り扱える移動実験室を派遣した。この移動実験室が採取した患者20名の血液サンプルからウイルスRNAを抽出、配列決定し、2007年にコンゴ民主共和国で発見されたウイルスと97%一致することが確認され、4月16日に発表された。
4月23日の時点で感染者数242、そのうちの死者142であり、致命率は58.7%となった。

### 感染の拡大
シエラレオネ、マリ、ガーナでも疑わしい患者が見つかったが、臨床サンプルはエボラウイルス陰性だった。5月には、ギニアの状態も改善に向かっており、ゲケドゥを除いて新たな感染者は報告されなかった。
ところが5月23日から27日にかけて、ギニアのゲケドゥ、マセンタ、コクナリの3地区に加えて、新たにボッファ、テリメレ、ボケ、ドゥブレカの4地区、さらにはギニアの南にあるシエラレオネでも臨床例が報告された。6月5日にはギニアのクールーサでも感染が報告されている。
6月17日、リベリアのモンロビアでもエボラにより7名が死亡したと報告された。
6月23日、国境なき医師団は「制御できない状況だ」との声明を発表している。
7月25日、ナイジェリアの最大都市・ラゴスにある西アフリカ地域最大のハブ空港にてリベリアから入国したアメリカ国籍を持つリベリア人、パトリック・ソーヤーの同市でのエボラ感染・同日中の死亡が発表された。
7月27日、リベリアは、感染の拡大を防ぐために自ら国境封鎖を行った。
7月31日、シエラレオネのアーネスト・バイ・コロマ大統領は非常事態宣言を行った。
8月6日、リベリアのエレン・ジョンソン・サーリーフ大統領は非常事態宣言を行った。
8月8日、世界保健機関（WHO）は専門家による緊急の委員会を開いたうえで、西アフリカにおけるエボラ拡大を、「国際的に懸念される公衆衛生上の緊急事態」であることを宣言した。ナイジェリアのグッドラック・ジョナサン大統領は、国内でエボラ感染が続発している事態を受け、国家非常事態宣言を行った。
8月13日、ギニアのアルファ・コンデ大統領は公衆衛生上の非常事態宣言を行った。
8月15日、国境なき医師団は「（エボラ出血熱は）私たちが対応しきれないほどの速さで悪化し拡大している」と発表。その声明に先立って、WHOはエボラの流行規模がこれまで「大幅に」過小評価されてきており、拡大防止のためには「異例の措置」を講じる必要があるとの見解を表明していた。
8月28日、WHOはエボラ出血熱流行の最終的な感染者数は2万人に拡大する恐れがあると警告した。
8月29日、セネガルは同国内で初めてエボラ感染者を確認したと発表した。
9月2日、国境なき医師団は「世界の指導者たちはエボラ出血熱への対応に失敗しつつある」との見解を緊急発表し、西アフリカ各地の緊急仮設病院の増床への資金提供と訓練された要員の派遣、さらにギニア、シエラレオネ、リベリア全域への移動検査所の展開に対する援助を求めた。
9月18日、国際連合安全保障理事会は緊急会合を開き、異例の公衆衛生に関する決議を行った。
9月22日、WHOはエボラ出血熱の流行を食い止める劇的な抑制策が行われない限り、11月までに感染が2万人に拡大すると警告した。
9月23日、アメリカ疾病対策センターCDCは、適切な対処が取られなかった場合、2015年1月中旬には感染者数が55万人～140万人に拡大すると警告した。
CDCは推計を9月26日に公表し、2015年1月20日までに55万～140万人の感染のおそれとしている。その中でCDCは、WHO統計は実数の約40%ではないかとの推定を示しており、9月26日ころの実数は約2万人としている。9月23日公表のWHOエボラ対策チームによる2014年11月2日までの予想感染者合計はギニア5,740、リベリア9,890、シエラレオネ5,000、合計約2万人である。
2016年3月29日、「国際的に懸念される公衆の保健上の緊急事態（PHEIC）」解除。

## 各国・各団体の反応

### 地域内伝播が活発な国々
ギニア、シエラレオネおよびリベリア3か国の国家当局は、エボラウイルス疫病の対応計画を立案し、ニーズ調査を実施し、国家非常事態委員会を発足させた。
WHOのアフリカ地域事務局長のルイス・サンボは、7月21日から25日にかけて影響した国々を訪問し、政治リーダーや保険省、NGO、ほかの政府機関と面会を行った。彼は「文化的慣習を尊重しながら行動の変化を促す」ことの必要性を強調した。

#### ギニア
ギニアとリベリア間の国境は4月の間、閉鎖などの対策が取られることはなく開放されていた。これについてギニア政府はリベリアの首都モンロビア近くのギニア大使館の発表という形で、国境を閉じることよりも、疫病と直接戦う努力をする方がより効果的であると主張した。

#### リベリア
リベリア保健省は遅くとも7月23日までに、アクラにおけるエボラ出血熱のアウトブレイクに対する対処法の改善に向けた会議における取り決めに従い、戦略的な封じ込め作戦を開始した。
7月27日にはリベリア大統領のサーリーフが国境の封鎖を宣言した。この封鎖において主要な空港などいくつかのポイントについては例外とされているが、例外とされた場所については検疫所が設けられた。さらに、国内でもっとも感染が深刻とされる地域を隔離することを決定した。
流行に伴い、多くの人が集まり感染のリスクが高まるという理由でサッカーのイベントは中止された。また、国境封鎖から3日後にサーリーフはリベリア大学を含む国内すべての学校を閉鎖し、さらにいくつかの自治体を隔離した。
8月6日にはエボラ出血熱による医療体制の弱体化によりリベリアにおける地域感染症（マラリアなど）を治療することが困難になる可能性があることも一因となり、非常事態宣言が出された。サーリーフは、この非常事態宣言により一部の権利について停止する可能性があると述べている。
またリベリアでは2014年10月に特別上院議員選挙が予定されていたが、リベリア国家選挙委員会は同日、エボラ出血熱の流行下で選挙を実施すると選挙の原則である自由性、公正性、透明性、信頼性に影響するとして選挙自体の実施が困難であるとし、各政党の党首に選挙の延期を提案した。
8月16日に首都モンロビアにおいてエボラ出血熱の患者が隔離されている施設がスラム街の若者数百人により襲撃され、患者17人が隔離施設から逃走したが、19日に全員の消息が判明し、別の治療施設に移送されたことが発表された。この事件のほかにもエボラ出血熱に感染した患者が、自分に感染することを恐れた他の住人に放置されるといった状況が生じている。
8月19日、リベリア政府はエボラ出血熱の拡大を防ぐため、夜間の外出禁止と首都モンロビアの1地区を含む2地域を隔離下とすることを発表した。
9月8日、WHOはエボラが流行している国の中で最悪の被害が出ているリベリアでの感染者が向こう3週間で数千人増える見込みだと発表し、各国からの同国への支援のさらなる拡大を求めた。リベリアのブラウニー・サムカイ国防相は、9月9日に国連の安保理の会合で、「国家存亡をかけた深刻な脅威に直面」していると訴えた。
9月10日、リベリアのサーリーフ大統領は、日本の安倍晋三首相に書簡を送り、自衛隊などからなる緊急医療隊の派遣を要請した。

#### シエラレオネ
シエラレオネは一時的措置として、ギニアおよびリベリアからの入国者に対して厳格な検疫を実施することを含む「監視療法プロトコル」を再導入した。7月30日にシエラレオネ政府は非常事態を宣言し、国内において流行の深刻な地域を隔離するために軍隊を配置した。感染拡大の深刻化に伴い、国連は8月26日に「大規模農業に従事する多数の農民の活動が妨げられている」と発表、食糧危機の発生の恐れがあるとした。シエラレオネ農業相報道官は「エボラの発生により、農民たちは5月以降に植えた農作物を収穫できなくなっている」との見解を示した。
9月6日、シエラレオネ政府はエボラ出血熱の流行の封じ込めを目指し、19日から国民に72時間の外出禁止を命じると発表した。さらに外出禁止期間中にボランティア2万以上による全世帯訪問を実施し、エボラ感染者の特定や追跡および死者の回収に乗り出すことを計画していると9月8日に明らかにした。
2015年11月7日に、WHOはシエラレオネのエボラ流行終息宣言を出した。

#### ナイジェリア

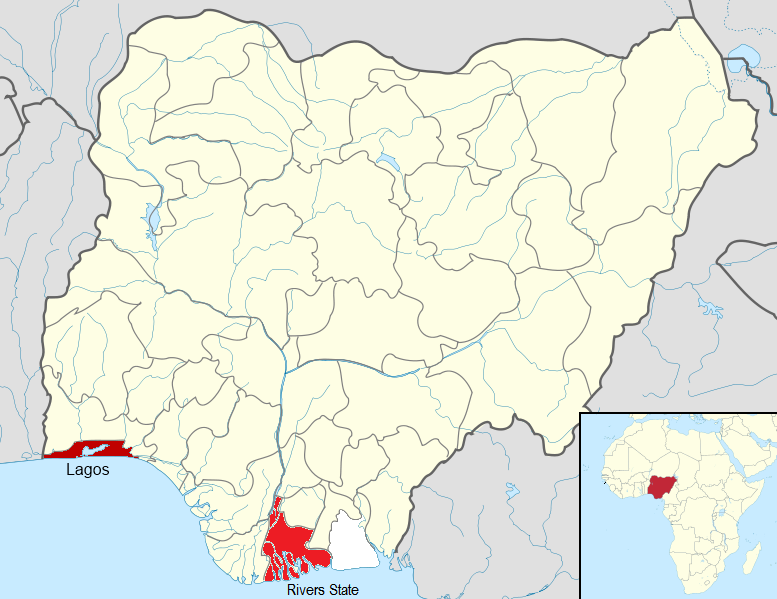
2014年8月31日時点のナイジェリアでのエボラ流行

ナイジェリアでは8月5日の時点で2件の感染例と6件の疑い例が発生している。
ナイジェリアでの最初の発症は7月20日に空路でリベリアからロメ、アクラを経由したあとにナイジェリアに入国したアメリカ国籍のリベリア人、パトリック・ソーヤーであり、ラゴスに到着すると同時に発症した。ソーヤーは5日後の7月25日にラゴスで死亡している。これを受けてナイジェリア政府はすべての入国地点において、検疫官を配置し入国者の健康状態を確認するなどして監視を強めた。初期の報告によると、生前のソーヤーと接触していた69人が、症状の有無にかかわらず厳しい監視のもとに置かれた。この数字には空港職員や航空機の同乗者、ソーヤーが入院していた病院の医療従事者も含まれる。その後、ナイジェリアの主要航空会社であるアリクエアはリベリアおよびシエラレオネへの運航を中止した。
8月4日にはソーヤーの治療にあたっていた医師がエボラウイルスに対し陽性反応を示し、治療を受けていると発表された。一方で疑い例としてはギニアへ旅行していたナイジェリア人男性が含まれる。
8月6日、ナイジェリア政府はソーヤーの治療にあたっていた看護師がエボラ出血熱により死亡したと発表した。
8月24日現在、医師2人、看護婦2人、運転手1人が死亡し、感染者の配偶者2人も2次感染し、合計感染者18人、死亡者5人になった。この全員がソーヤーの1次または2次接触者である。

#### セネガル
セネガルでは疫病の拡大を防ぐため、内務大臣がギニアとの南の国境を通るすべての人の往来を無期限に停止するよう命じたとの声明が、3月29日に国営セネガル通信（APS）により発表された。この措置は5月にいったん解除されていたが、8月21日、セネガルは感染拡大防止を理由にギニアとの国境を再び封鎖した。
8月29日、セネガル保健省は同国内で初めてエボラ感染者を確認したと発表した。行方をくらませたギニア人の感染者1人がセネガルに行ったと27日にギニアから連絡を受けたうえでの対応であるのこと。

#### 西アフリカ諸国での問題意識
エボラ感染西アフリカ4か国では、エボラが公衆衛生上の大問題ではないとされ、この認識が対策が後手に回る原因となっている。1日あたりの死者数は4か国合計で、エボラ4人、ラッサ熱14人、結核114人、下痢404人、マラリア502人、HIV/エイズ685人であり、人材・資金・設備に乏しいためエボラ出血熱への対策に資源を投入できていない。特にエボラは空気感染しないため、対策の必要性が意識されにくい。また対策が進んでいないのはエボラ出血熱の症状を見分けることが難しいことも一因となっている。
国民も政府の対策に従わない傾向があり、その理由についてアメリカの外交問題評議会のシニア・フェローのローリー・ギャレットは、「この地域には内戦、政府による搾取、テロが長い間続いており、それによって生まれた恐怖、貧困、猜疑心などがある。エボラは耐え難い騒音に付け加えられた一つのざわめきに過ぎない」と述べている。

### コンゴ民主共和国（旧ザイール）
2014年8月20日、中部アフリカのコンゴ民主共和国において、首都キンシャサより1,200km北にある赤道州で4人の医療従事者を含む数人がエボラ出血熱に似た症状により死亡したことが報告された。8月21日、コンゴ民主共和国保健省は13人がエボラと同様の症状で死亡したことを発表した。8月22日、WHOと国境なき医師団はこれらの症状はエボラによるものかどうかの判断は時期尚早との見解を出し、検体は検査機関に送られた。8月24日、送られた検体の8件のうち、2件からエボラウイルスが検出されたと同国保健省から発表された。検体のうち1件はスーダンエボラウイルスと呼ばれる西アフリカで流行しているエボラウイルスとは別種のウイルス株であり、もう1件の方はスーダン株とザイール株の混合種であった。
8月26日、WHOが赤道州保健局に確認したところによると、最初の患者は夫がとってきた野生動物を調理したしばらく後にエボラの症状が出たイケナモンゴ村の妊婦で、彼女はイザカ村の民間診療所に受診しにいき、病名が未確認の出血熱で8月11日に死亡した。彼女の死の翌週、彼女の家族と治療した診療所の医療従事者数人およびそれらと接触した数名が同じように出血熱に罹患して、結果5人の医療従事者がその後死亡した。WHOは、「7月28日から8月18日までのエボラ感染者は、これまで死亡した13人を含めて全部で24人にのぼり、すでに感染者の検体はキンシャサおよびガボンの研究所にエボラの確認およびウイルス株の確定のために送付されている。最初の患者とそれに接触した人間は、いずれもエボラが流行している西アフリカ諸国（ギニア、リベリア、ナイジェリア、シエラレオネ）への渡航歴および西アフリカより渡航してきた人間との接触履歴は存在せず、現時点では、コンゴ民主共和国におけるエボラの発生は西アフリカで現在進行中のエボラ流行とは無関係であると考えられる」と発表した。
9月2日、WHOのコンゴ民主共和国における広報部長を務めるユージン・カンバンビ氏は、赤道州ボエンデにおいて31人の死者が出たことを明らかにし、さらに53人の感染疑いを含む感染者の存在と、それとは別の185人にものぼる感染者に接触した人間の感染の徴候を監視していることを合わせて発表した。また国境なき医師団は、コンゴ民主共和国においても緊急医療施設の設置中であることを9月1日に明らかにした。

### 中断もしくは非伝播な状態の地域

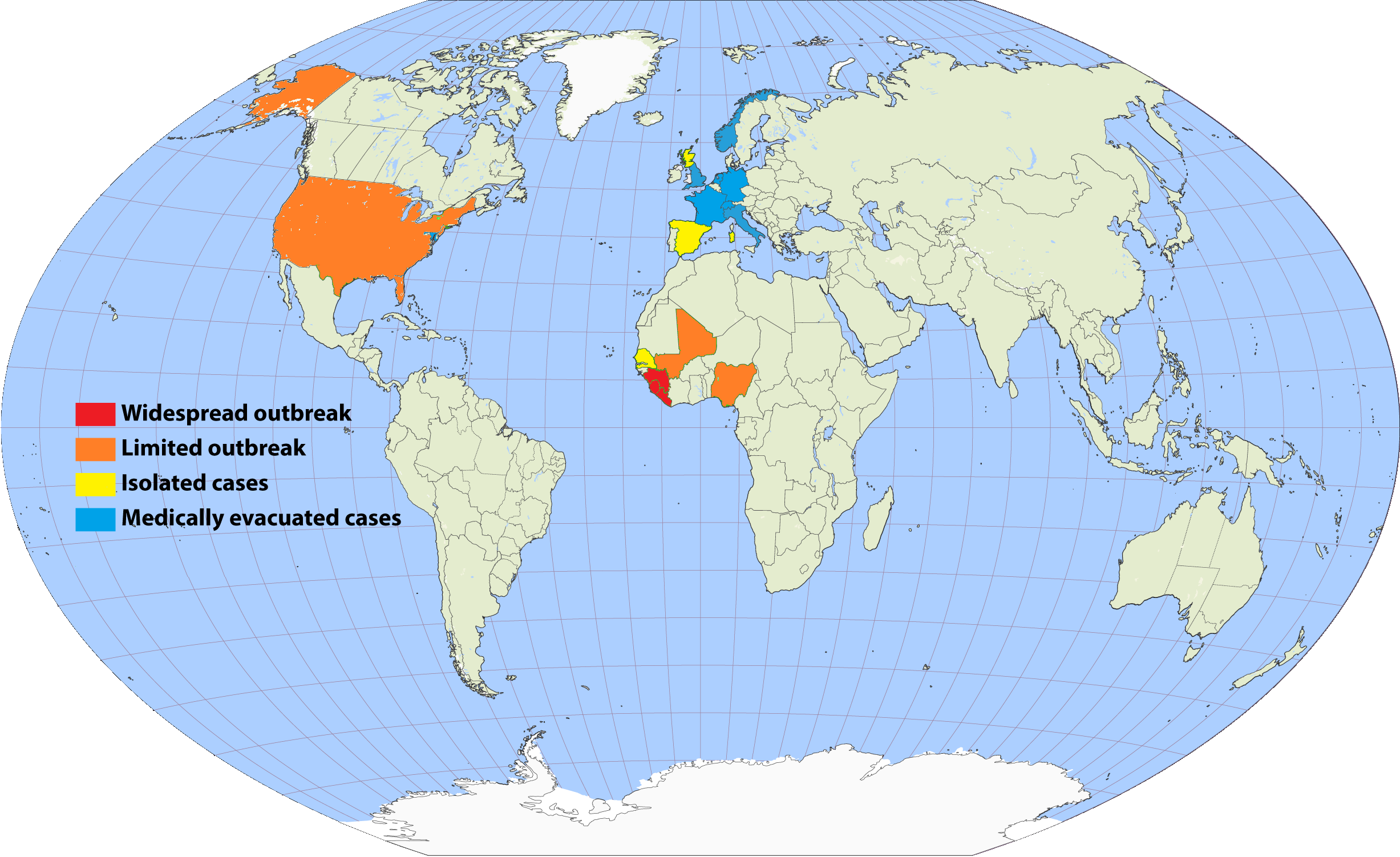
エボラ流行による感染者の世界分布の内訳

#### ガンビア
8月17日、ガンビアは各航空会社に対し感染3カ国で搭乗させないように指示した。

#### ギニアビサウ
ギニアビサウは8月12日、隣国ギニア国境を封鎖した。

#### ベナン
ベナンは8月7日、国内において2つの異なる病院で、エボラの可能性のある2つのケースを報告した。どちらの患者も、ビジネスでベナンに来たナイジェリア人であった。検体は、確認のためにセネガルに送られた。

#### 他の西アフリカ諸国
- トーゴとナイジェリアは、8月18日現在エボラ感染3カ国からの航空便を停止している。
- カメルーンは8月19日現在、2,000kmのナイジェリア国境を封鎖中である。飛行機や船舶での入国も禁止している。
- コートジボワールは、8月23日、隣国ギニアとリベリアの国境を封鎖した。

#### 南アフリカ
8月16日、南アフリカは感染3か国からの入国を禁止し、ナイジェリアとケニアを中リスク国、南アフリカ自体を低リスク国とした。

#### ケニア
8月16日、ケニア政府は感染3か国を経由する外国人の入国を禁止した。

#### サウジアラビア
4月1日、サウジアラビアはギニア・リベリア・シエラレオネの3か国から入国するイスラム教徒に対するメッカ巡礼のためのビザ発給を停止した。
このように感染拡大防止の対策をとったにもかかわらず、8月3日、エボラ感染疑い例の男性がシエラレオネからサウジアラビアに帰国し、到着から3日以内にジッダにおいて死亡した。これはエボラ感染の検査中の死亡であり、この男性の死因を確定させるべきであるというWHOの勧告に従い、組織サンプルが国際的な参考検査室に送られた。

#### スペイン
8月5日、聖ヨハネ病院修道会は構成員のミゲル・パハレスがリベリアにおけるボランティア活動中にエボラに感染したことを確認し、そのことをスペイン外務省および保健省に報告するとともに彼の帰国を求めた。彼の本国送還はスペイン防衛省の調整のもと、翌6日に実現した。スペイン政府は彼がマドリードの病院において治療中であると発表したが、アメリカの医療関係者が投与されて回復していた治療薬ジーマップを投与したにもかかわらず、マドリード市内の病院で死亡が確認された。

#### アメリカ
7月31日、アメリカ疾病予防管理センター（CDC）は、ギニア、リベリア、シエラレオネへの不要不急な旅行を控えるように警告した。
キリスト教救援団体サマリタン・パースのモンロビアの治療センターの医療局長として活動中であった医師、ケント・ブラントリーとその同僚1人が同時に感染し、エモリー大学病院へと運ばれた。2014年8月21日、ケント・ブラントリー医師と同僚1人は、ウイルス感染から回復したため、エモリー大学病院を退院した。
2014年8月6日、CDCは、流行への対応を強化するため、対応を6段階のスケールの中で最高レベルであるレベル1に変更した。
アメリカの保健当局は、エボラのアメリカへの広がりは避けられないと警告している。
アメリカ国務省は次の地域に勧告を出した。
- 8月8日、リベリア。渡航自粛勧告と大使館員家族の退避命令（館員は残る）[110]。
- 8月8日、ナイジェリア北部の一部地域。強い渡航自粛勧告。ただし理由は地域の不安定さ[111][注 6]。
- 8月14日、シエラレオネ。渡航自粛勧告と大使館員家族の退避命令（館員は残る）[112]。

8月25日現在、アメリカ政府は、感染4か国に95人の職員を派遣してエボラ対策にあたっている。

#### イギリス
2014年8月28日、イギリス政府は感染3か国への渡航自粛勧告を出した。12月29日、イギリス・スコットランドのグラスゴーにおいて初の発症例が報告された。患者はシエラレオネから帰国した医療従事者の女性。

### 他の国々及び経済圏

#### 西アフリカ諸国経済共同体
44回めとなる西アフリカサミット開催中の3月30日、西アフリカ諸国経済共同体（ECOWAS）はエボラのアウトブレイクへの対策のために25万ドルを支出した。また、7月にはナイジェリア政府がリベリア政府に対し、エボラ対策を支援するとして50万ドルの資金協力を行った。
7月、WHOは11の国の保健大臣を集めてガーナのアクラにおいて緊急地域会議を開いた。7月3日、西アフリカ諸国は協調戦術をとること、そしてギニアに「技術支援を協力して行うための」WHO地域センターを設立したことを発表した。この地域センターはコナクリにおかれ、7月24日に稼働し始めた。
7月31日、WHOおよび西アフリカ諸国はエボラ対策のために100万ドルを費やすことを発表した。これにより数百人の医療従事者を追加で投入できるとみられている。

#### EU
3月、欧州委員会（EC）はギニア国内及び近隣国でのエボラ感染拡大防止のために50万ユーロの資金提供を行った。また、このほかにも現状の把握および現地医師との連絡を目的として、ギニアに専門家も派遣した。欧州委員会の国際協力・人道援助・危機対応担当であるクリスタリナ・ゲオルギエヴァは「私たちはエボラ出血熱の感染拡大について非常に憂慮しており、私達の支援がエボラ感染者への早急な健康支援につながるだろう。私たちが感染拡大、特に近隣国へのアウトブレイクを防ぐために迅速に行動することが重要である」と述べた。
4月には、リスクグループ3から4のウイルス病原体を扱うことが可能である移動実験室が、WHO/GOARNアウトブレイク対処の一環として欧州移動実験計画（EMLab）によりギニアに派遣された。初めのほうに得られたサンプルはリヨンのジャン・メリューP4高度安全実験室において分析された。
ドイツの外務省は7月末に影響を受けているすべての国への渡航警告を出した。 8月2日、スペインも同様に渡航警告を発令した。
- 8月27日、フランス政府は、シエラレオネとリベリアを回避するよう国民に呼びかけた。エールフランス・KLMに、シエラレオネの首都フリータウンへの運航停止を求めた。なお、ナイジェリアとギニアへの運航は停止する必要がないとした[122]。

#### 香港
7月30日、香港の保健機関は、ケニアに訪れた香港人女性が高熱を発症したことにより、エボラウイルスに対する監視を拡大した。彼女はエボラウイルス検査では陰性を示しており、隔離されていたものの、健康状態は安定していた。

#### モロッコ
4月初頭、モロッコは西アフリカとの往来便のための地域拠点であるカサブランカ空港において医学的監視を強化した。
8月初旬、リベリアの内務大臣のモリス・ダックリーはモロッコ国内でのリベリア人がエボラ感染により死亡したことを発表した。しかしモロッコの保健大臣は、そのリベリア人の死因がエボラ感染によるものではなく心臓麻痺であると発表した。

#### フィリピン
フィリピン外務省はギニア、リベリア、シエラレオネに警報レベル2を掲げ、6月30日より影響した国々へのフィリピン人労働者の送り込みを一時的に停止した。また、フィリピンの船員は、エボラ出血熱の影響を受けた国々の船がドックに入った際、その船がエボラウイルスに汚染されており、それによりエボラウイルスが広がることがないか、厳重に注意を払っている。保健省は、エボラ出血熱の影響を受けた国々に医療従事者を派遣し、アウトブレイクの阻止に協力したいと述べた。
8月14日現在、すべての外国からの入国者に対し健康問診カードの提出を義務づけている。またサーモグラフィー検査で37.5℃以上の場合には、問診を実施し、隔離措置を実行する場合がある

#### 日本
- 2014年FORTH（厚生労働省検疫所）は、WHOアフリカ地域事務局の情報を元に、ギニアでエボラ出血熱が発生したとの情報を出した[132]。また、成田空港などではパンフレットを置き、サーモグラフィーで入国者の検査を実施している。
- 4月、外務省はギニアでの対策として国際連合児童基金（UNICEF）を介して約52万ドルの緊急無償資金協力を行った[133][134]。
- 8月7日、厚生労働省は全国に、疑い患者の発生時の対応について再確認するように求めた[135][注 7]。
- 8月8日、外務省は、ギニア、リベリア、シエラレオネに対し「渡航延期勧告」と「退避検討勧告」を出した[136]。渡航延期勧告と退避検討勧告は、3か国の全域に対して出されている。同時点の外務省の発表によれば、
  - WHOによれば、ギニアでは8月4日現在、495人が感染、うち363人が死亡。首都コナクリ、ボッファ県、テリメレ県、ダボラ県、クルーサ県、キシドゥグ県ではエボラ出血熱が確認されており、フリア県、デブレカ県では疑い例が報告されている。
  - リベリアでは8月4日現在、516人が感染し、うち282人が死亡。ボミ県、ボン県、ロファ県、マルギビ県、モンテセラード県（首都モンロビア所在）およびニンバ県で感染者が確認されており、首都モンロビアにEVLA病院およびJFK病院、ロファ県にフォヤ・ボーマ病院、ボン県にエボラ出血熱治療ユニットが設置されており、エボラ出血熱患者が収容されている。
  - シエラレオネでは8月4日現在、691人が感染、うち286人が死亡している。5月以降、カイラフン県、カンビア県、ボートロコ県、ケネマ県、ボ県および西県（首都フリータウンを含む）で感染者が確認されている。カイラフン県とケネマ県にエボラ出血治療センター（EOC）として隔離病棟が設置されており、エボラ出血熱患者が収容されている。
- 8月11日、JICAは3か国駐在の20人を隣接国に一時的に撤退させた。
- 8月11日、厚生労働省は、「エボラ出血熱に関するQ&A」という情報を公開、エボラ出血熱に関する基本的な知識や、流行の状況、日本の水際対策について説明している。
- 8月15日、日本政府はWHOなどの3機関を介し、医薬品の供給や感染予防に充てるための150万ドルの無償資金協力を決定した[133]。
- 9月10日、リベリアのサーリーフ大統領は、安倍晋三首相に対して、自衛隊などからなる緊急医療隊の派遣を要請した[73]。
- 9月25日、安倍晋三首相は感染対策として新たに4,000万ドル（約43億6,000万円）相当の支援を行う方針を表明した[137]。
- 10月27日、リベリアに8月から2か月間滞在していたカナダ国籍のジャーナリストの男性が午後4時に羽田空港に到着した際に37.8℃の発熱が確認され、国立国際医療研究センターに搬送。採取した血液などを国立感染症研究所に送り感染の可能性を検査していたが、翌28日、厚生労働省はこの男性からエボラウイルスは検出されなかったと発表した[138]。
- 12月6日、航空自衛隊のKC-767空中給油輸送機に、現地の医療関係者のための2万着の防護服が積み込まれ、小牧基地からガーナに向けて出発した。日本政府は、最終的に70万着を提供する[139]。

### 各団体の反応

#### 航空業界
- 2014年8月5日現在、ブリティッシュ・エアウェイズは、8月末までリベリアとシエラレオネを発着する全便を停止する[140]と発表。8月26日、さらに運航停止期間を2015年にまで延長するとした。
- 8月18日 - 国際航空運送協会（IATA）は、感染流行国への運航を停止すべきでないとの声明を発表した[141]。
- 8月上旬 - アラブ首長国連邦のエミレーツ航空は、ドバイとコナクリを結ぶ路線（週56便）を当分の間欠航とした。ダカールへの便は引き続き運航する[142]。
- 8月19日 - アフリカの主要な航空会社のケニア航空は、リベリアとシエラレオネへの便（週70便）を停止した。
- 8月20日 - 大韓航空は、仁川=ナイロビ直行便を2014年8月20日～10月24日の間、運休する[143]。
- 8月20日頃 - トーゴのロメを拠点とする地域航空会社ASKY航空[注 8]はナイジェリアへの飛行（週70便）を停止する。
- 8月27日、フランス政府は、シエラレオネとリベリアを回避するよう国民に呼びかけた。エールフランス・KLMに、シエラレオネの首都フリータウンへの運航停止を求めた。なお、ナイジェリアとギニアへの運航は停止する必要がないとした[122]。
- 8月28日現在、ベルギーのブリュッセル航空とモロッコのロイヤル・エア・モロッコは、運航を停止することなく、コナクリ、フリータウン、およびモンロビアへの運航を続けている。ブリュッセル航空はエボラ出血熱の感染地域への運航経験が豊富である[144]。
- 11月27日 - ルフトハンザドイツ航空はドイツ外務省の要望に応じ、エボラ患者搬送用に改修したエアバスA340をドイツ政府に引き渡した。機体から航空会社のロゴは消され、ドイツ国旗のみが表示されているものの、運航もルフトハンザが担当し会社ぐるみで人道支援を行うという。この専用機の機内には隔離施設を含むさまざまな医療機器が装備されており、これまで患者の搬送に利用していた小型のビジネスジェット機よりも総合的に集中治療が可能だとされている[145][146]。

#### アメリカ
8月初頭に、アメリカ疾病予防管理センター（CDC）は、現地保健省と、WHO主導の流行への対応を支援するため、ギニア、シエラレオネ、リベリア、ナイジェリアにスタッフを配置した。8月6日には、CDCはエボラへの対応優先度を6段階のスケールの中で最高レベルであるレベル1に変更した。8月25日までに、ギニア、シエラレオネ、リベリア、ナイジェリアの4カ国に、CDC（74人）、USAID（国際援助局）（19人）、DOD（国防省）（2人をリベリアに）の3機関、合計95人を派遣している。
9月16日、アメリカのオバマ大統領は、西アフリカにおけるエボラ感染拡大に対してアメリカ軍から3,000人を現地に派遣し大規模な医療訓練と衛生管理プログラムに着手することを発表した。

#### 国境なき医師団
人道援助団体であり、ギニア、シエラレオネ、リベリアで活動する300のチームを持っている国境なき医師団は、人々に医療ケアを与えるスペシャリストセンターを組織し、40トンの備品と供給品を送っている。サマリタンズパースも、リベリアの複数の場所で直接患者のケアを提供している。

#### WHO
ルイス・サンボWHOアフリカ地域事務局長は、7月21日から25日にかけて影響した国々を訪問し、政治リーダーや保健省、NGO、ほかの政府機関と面会を行った。彼は「文化的慣習を尊重しながら行動の変化を促す」ことの必要性を強調した。
7月24日、WHOの陳馮富珍事務局長は、エボラの流行への対応のための資金と人手を増やすことを促進するために、ジュネーブの政府機関や提供者と面会した。その後、総額2億ドルの資金提供が決定された。
8月18日、WHOは、「国際空港・港、主要な国境検問所で、出国者全員を対象に検査を実施するよう感染国に要請」「感染の疑いがある場合は、適切な治療を目的とする退避でない限り、旅行を許可すべきではない」との声明を発表した。同時に、旅客機内でエボラに感染するリスクは低いとして、感染国への渡航や通商の制限を拡大する必要はないとの見解をあらためて示した。また、エボラ出血熱の国際的な感染拡大を阻止するために、航空および観光の各国際団体と協力して対策本部を設置していたことを発表した。参加団体は、国際民間航空機関（ICAO）、世界観光機関（UNWTO）、国際空港評議会（ACI）、国際航空運送協会（IATA）、世界旅行ツーリズム協議会（WTTC）の5つの国際団体。
8月26日、シエラレオネ東部にあるカイラフンのエボラ検査施設でWHO職員であるセネガル人疫学者が感染したことを受け、検査施設を閉鎖し職員を待避させた。この段階で提携機関からの応援職員を含め、WHOの西アフリカ派遣職員は約400人である。

#### 国連
2014年8月、国際連合の潘基文（パンギムン）事務総長は、デビッド・ナバロ博士を国連のエボラ問題上級調整官（新設）に任命した。
9月18日、国連安全保障理事会は緊急会合を開き、エボラ流行を「国際平和と安全に対する脅威」とする決議案を採択し、特に被害の大きい西アフリカ3か国に特別チームを派遣すると表明した。

## 支援体制
- 3月31日、アメリカ疾病予防管理センターは、ギニア保健省とWHOのサポートとして、5名のチームを派遣[22]。
- 4月、世界保健機関（WHO）がギニア首都コクナリに派遣するため職員70名の緊急訓練の実施を表明[154]。
- 4月、飢餓に対する行動（英語版）がギニアの家庭や学校に消毒薬や手洗い場の設置に着手[154]。
- 4月、国連児童基金（UNICEF）がエボラについて解説したラジオ・テレビ番組へのリンクを携帯電話に送信するサービスを開始[154]。
- 4月、フランス赤十字がギニア南東部に対策チームを派遣すると発表[154]。
- 7月2-3日、WHOアフリカ地域局がガーナのコナクリに西アフリカ11か国の保健相などを呼び、一致して緊急に対策にあたることを確認した。一定のめどがつくまでの期間は数週間から数か月であるとした。
- 7月、国境なき医師団はエボラ出血熱流行地域への対策基金として約5,000万円を準備すると発表、不足分である約4,000万円を募金によって補うとしている。
- 7月31日、WHOは国境地帯の監視強化による近隣諸国への蔓延防止を目的として、1億ドルの追加支援策を表明した[9]。

## ウイルスの種類と確定診断
患者20名から採取したサンプルの全長ゲノム配列と系統分類を行った結果、このウイルスはいわゆるエボラのザイール株と97%一致するものの、系統群は異なると推測されている。
なお、エボラの感染は、可能性が高い順に「確定」、「疑い」、「可能性」に分類され、PCR法などを使って確定診断が行われる。「疑い」の患者でも、PCR法で陰性となり退院した例もある。

## 治療法
現在エボラ出血熱に対する効果的な治療薬、ワクチンはともにない。
- 2014年8月6日、中央アフリカで感染が拡大しているエボラ出血熱の医療チームで感染したアメリカ人2人に対して投与された実験用の抗体治療剤「ZMapp」の効果があったことから、この未承認薬のエボラ出血熱患者への投与承認を求める申請がWHOになされた[156]。
- 2014年8月7日、アメリカ国防総省当局者は富士フイルムホールディングスの傘下企業富山化学工業が開発したインフルエンザ治療薬『ファビピラビル』を、富士フイルムのアメリカでの提携相手であるメディベクターがエボラ出血熱感染者の治療に使えるよう申請する意向で、FDAと協議していると述べた[157]。承認されれば、エボラ出血熱の感染者治療でアメリカ当局が承認する初の医薬品の一つとなる見通し[158][159][160]。
- 2014年8月7日、新薬「TKMエボラ」を開発しているカナダのテクミラ・ファーマシューティカルズ社が、臨床試験を差し止めていたFDAの措置が変更され、患者への部分的な利用が可能になったと発表[160]。
- 2014年8月12日、WHO専門家委員会は、西アフリカで感染が拡大するエボラ出血熱をめぐり、開発段階の治療薬やワクチンを使用することの是非について議論した結果、使用は倫理的との認識で一致した[161]。

## 経済への影響
- 4月4日の報道によると、ギニアの首都コナクリのパームカマイエネホテルは稼働率が3分の1になった。また、ある日のブリュッセル航空の利用者は、コナクリに来る人55名に対し、コナクリから出る人200名だった[162]。
- 6月3日の報道によると、イギリスの企業ロンドンマイニングは、シエラレオネに最低限のスタッフのみを残し、それ以外のスタッフを帰国させた[163]。
- アルセロール・ミタルは、年産500万トンの鉄鉱石生産を2015年末までに1,500万トンに高める予定だったが、拡張工事を停止した。
- 雲南鋁業（アルミ）はギニアでのボーキサイト鉱山の生産の一部を停止。
- 総合商社各社とJX日鉱日石エネルギーが感染3か国への出張を停止した。
- 英BAはリベリアとシエラレオネへの運航を停止、大韓航空は仁川・ナイロビ直行線（週3回）を停止した。
- 8月25日、ボツワナ政府は世界有数の鉱山国であるコンゴからのすべての人の入国を禁止した。そのため、コンゴからの（ザンビア経由のトラックによる）銅とコバルトの輸出が滞っている[164]。

## スポーツへの影響
2015年1月17日～2月8日に、モロッコで開催される予定のアフリカネイションズカップ2015について、エボラ出血熱流行を理由としてモロッコ政府が大会の開催延期を要請していると伝えられた。
これを受けてアフリカサッカー連盟が2014年10月11日に「大会は予定通り開催する」として、大会延期を現時点で考えていないことを表明したが、2014年11月にモロッコがエボラ出血熱拡大を危惧する観点から大会開催の延期を希望していることをアフリカサッカー連盟に申し出ており、アフリカサッカー連盟が大会開催に関して11月11日の連盟理事会で重要な決定を行う方向であると、BBCなどが報道した。
11月11日のアフリカサッカー連盟の会合で、2015年アフリカネイションズカップ開催国問題が討議され、『モロッコは大会開催を拒否したことにより、モロッコの大会開催権および出場資格を剥奪し、新たな開催国を選定する』ことが決定され、連盟オフィシャルサイトで告知された。
その後、11月14日にアフリカサッカー連盟は新たな開催国として赤道ギニアを選出したことを発表した。

## 患者数の推移
アメリカ疾病予防管理センターとWHOの情報をまとめると、患者数の推移は次の通り。6月18日の時点でWHOは、「患者数の増加は、エボラに対するチェック体制の高まりも意味しており、必ずしも感染の急速な拡大を意味しない」と述べた。一方で、シエラレオネでは検査体制が遅れており、実数が報告数よりも上回っている可能性がある。また、リベリアで医療崩壊が起こるなどの諸問題が発生しており、8月14日にWHOは把握されている発生件数や死者数が、実態よりもかなりの過小評価されたものである可能性を指摘している。WHOは8月22日に、エボラ出血熱がなぜ過小評価されているかについての分析結果を発表した。WHOは8月13日、追跡調査についてギニア・ナイジェリア・シエラレオネの3か国では94〜98%進み、特にリベリアでは支援が必要だとした。

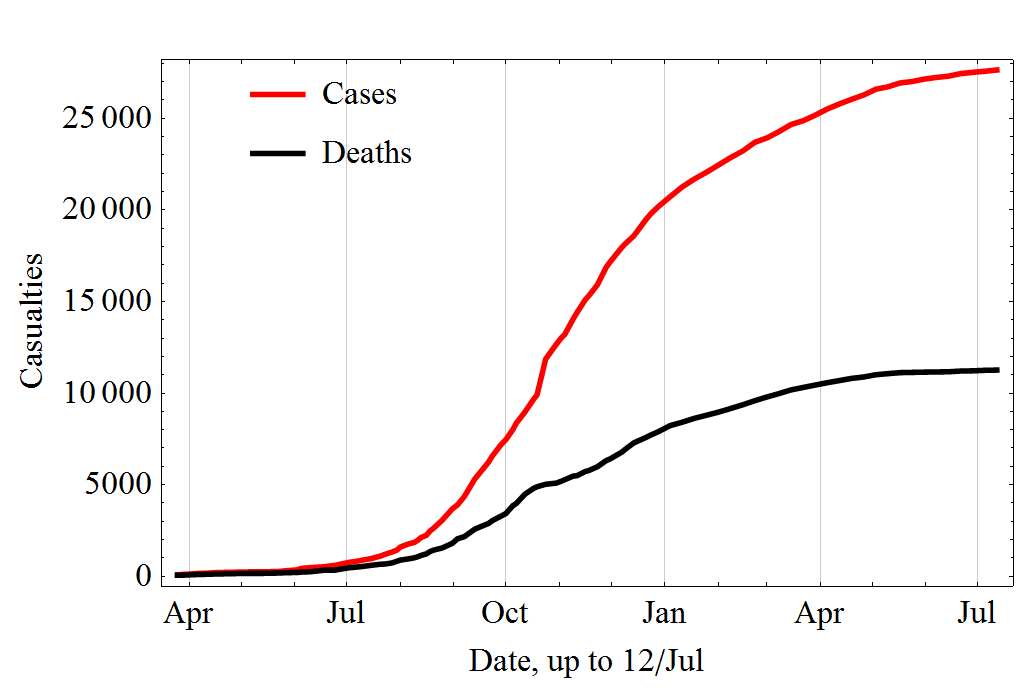
感染者数（赤）と死亡者数（黒）の変化
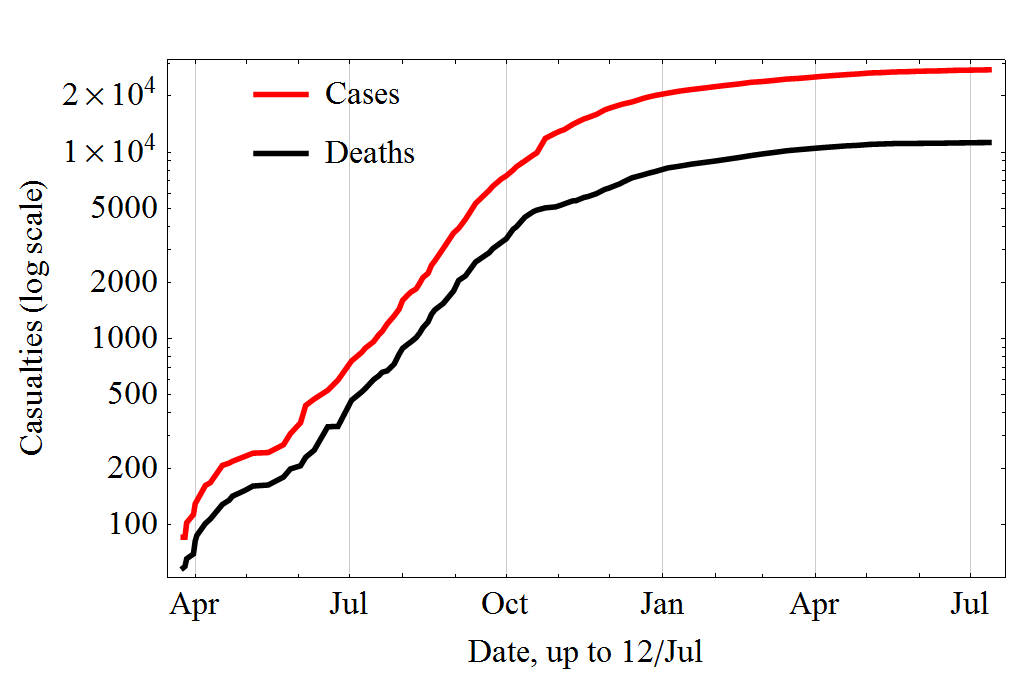
感染者数と死亡者数の変化（対数目盛）
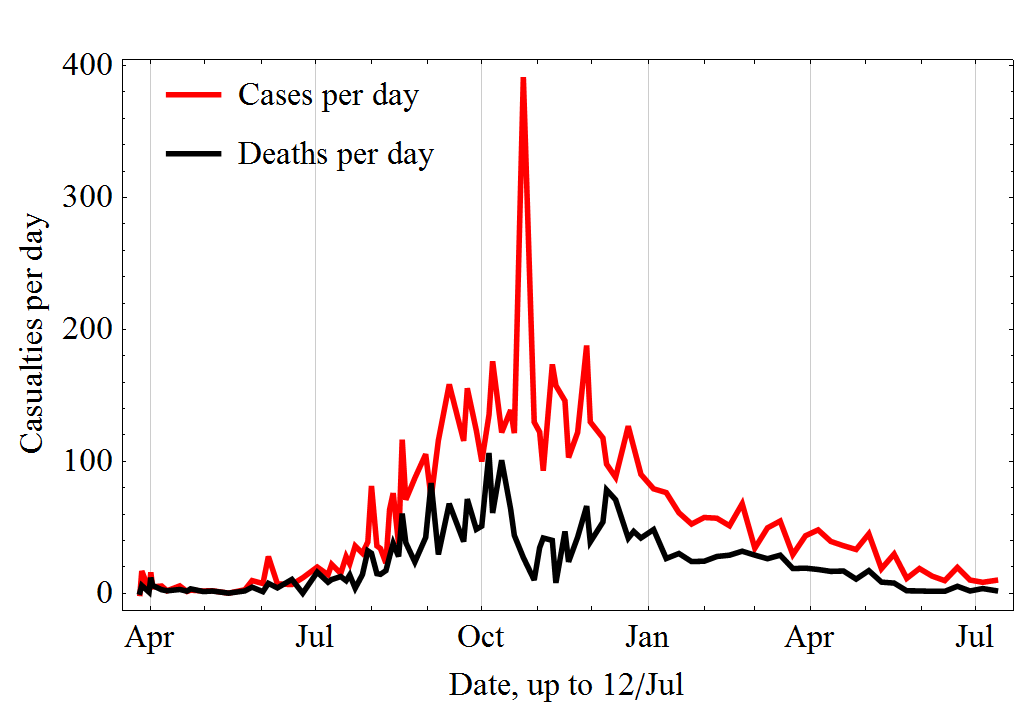
日毎の新しい感染者数と死亡者数の変化（WHOの発表毎に増分と日数から換算）

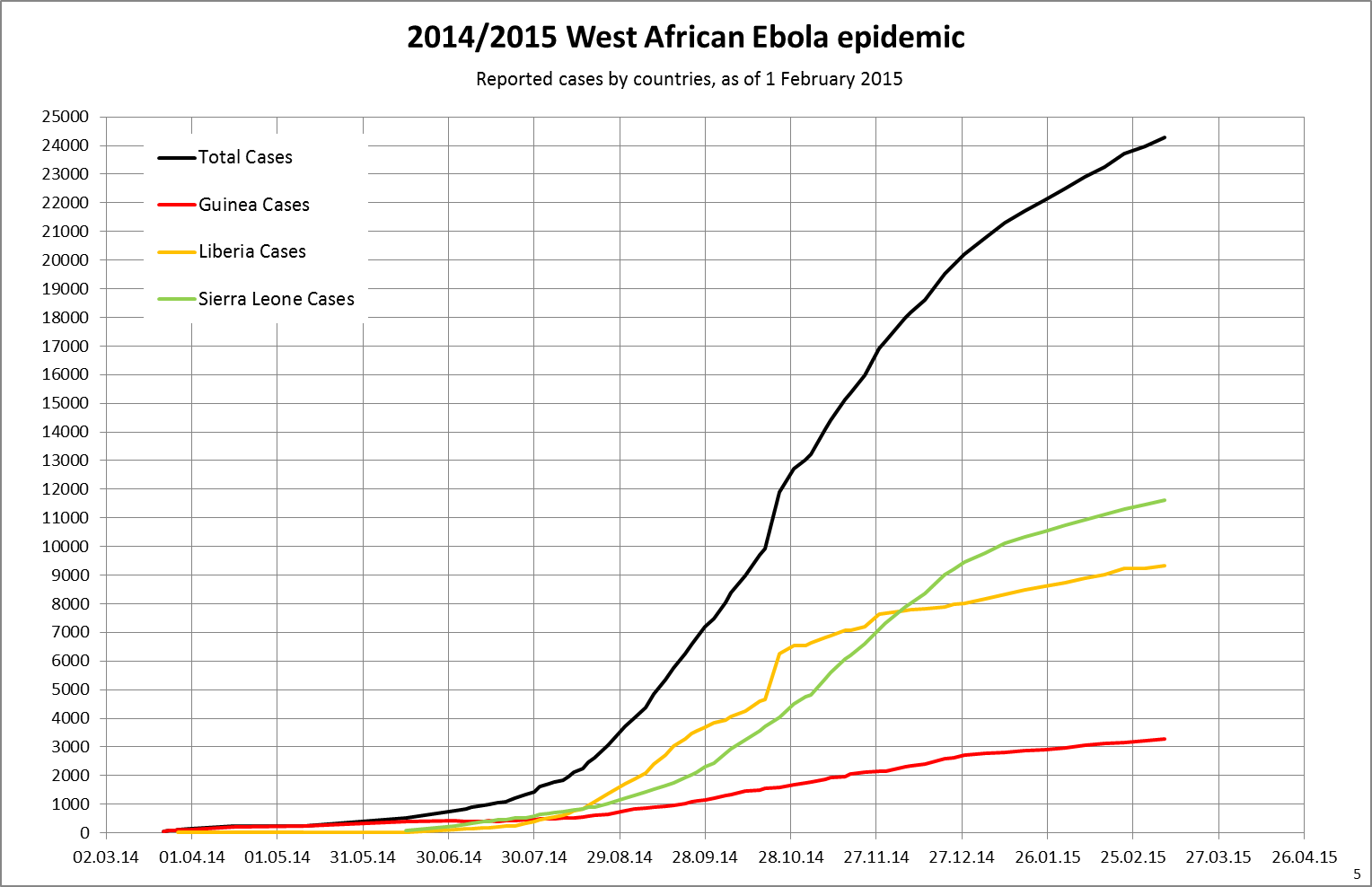
国別の感染者数の変化
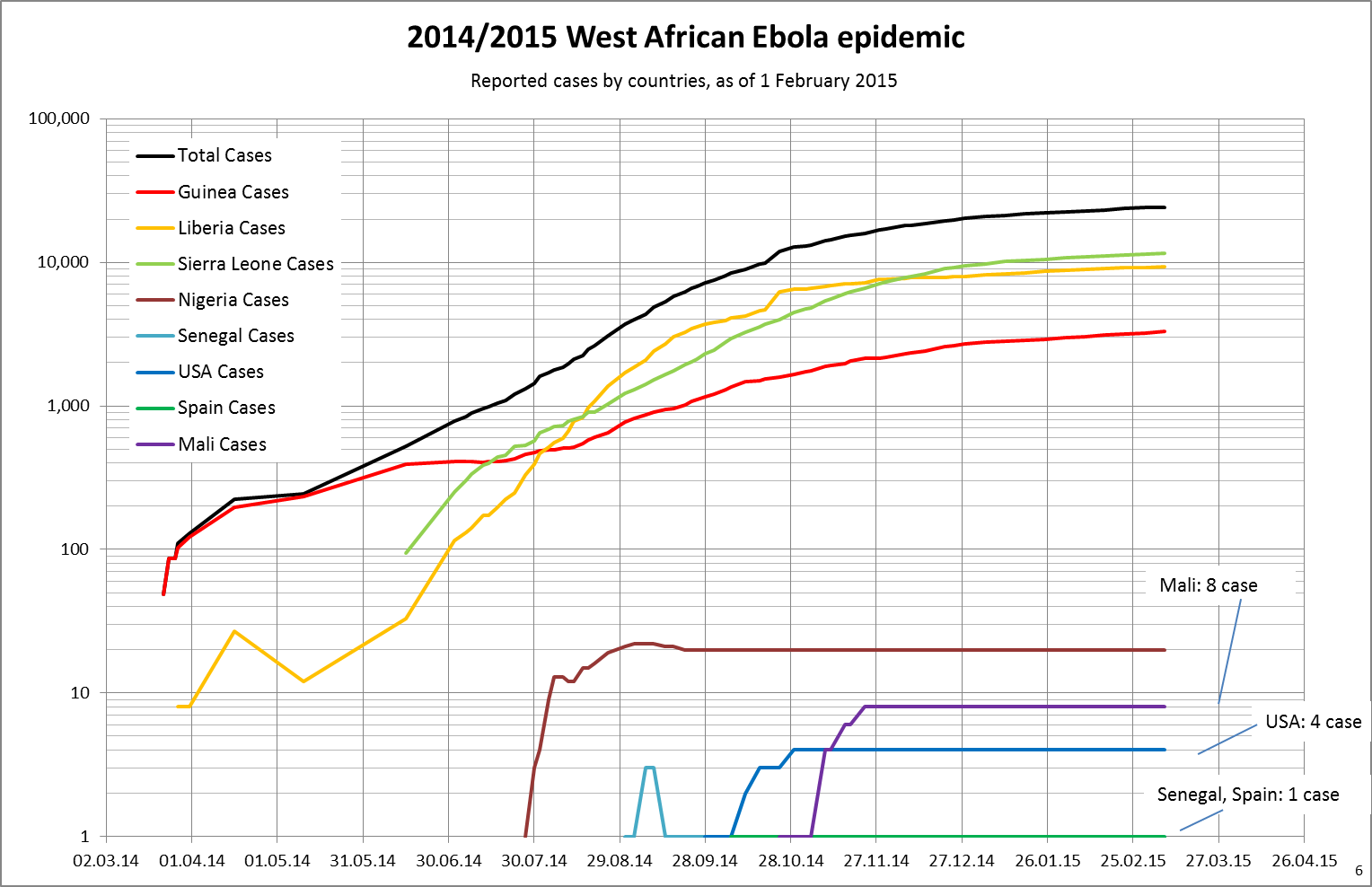
国別の感染者数の変化（対数目盛）

| 日付           | 累計患者数 | 累計死者数 | ギニア （感染/死亡） | リベリア （感染/死亡） | シエラレオネ （感染/死亡） | ナイジェリア （感染/死亡） | セネガル （感染/死亡） | アメリカ （感染/死亡） | マリ （感染/死亡） | スペイン （感染/死亡） | イギリス （感染/死亡） | イタリア （感染/死亡） |
| -------------- | ---------- | ---------- | -------------------- | ---------------------- | -------------------------- | -------------------------- | ---------------------- | ---------------------- | ------------------ | ---------------------- | ---------------------- | ---------------------- |
| 2015年6月28日  | 27550      | 11235      | 3729/2482            | 10666/4806             | 13119/3932                 | 20/8                       | 1/0                    | 4/1                    | 8/6                | 1/0                    | 4/1                    | 1/0                    |
| 2015年5月31日  | 27145      | 11147      | 3652/2429            | 10666/4806             | 12827/3912                 | 20/8                       | 1/0                    | 4/1                    | 8/6                | 1/0                    | 1/0                    |                        |
| 2015年4月26日  | 26312      | 10899      | 3584/2377            | 10322/4608             | 12371/3899                 | 20/8                       | 1/0                    | 4/1                    | 8/6                | 1/0                    | 1/0                    |                        |
| 2015年3月22日  | 24907      | 10326      | 3429/2263            | 9602/4301              | 11841/3747                 | 20/8                       | 1/0                    | 4/1                    | 8/6                | 1/0                    | 1/0                    |                        |
| 2015年2月22日  | 23729      | 9604       | 3155/2091            | 9238/4037              | 11301/3461                 | 20/8                       | 1/0                    | 4/1                    | 8/6                | 1/0                    | 1/0                    |                        |
| 2015年1月25日  | 22092      | 8810       | 2917/1910            | 8622/3686              | 10518/3199                 | 20/8                       | 1/0                    | 4/1                    | 8/6                | 1/0                    | 1/0                    |                        |
| 2014年12月31日 | 20206      | 7905       | 2707/1708            | 8018/3423              | 9446/2758                  | 20/8                       | 1/0                    | 4/1                    | 8/6                | 1/0                    | 1/0                    |                        |
| 2014年11月26日 | 15935      | 5689       | 2134/1260            | 7168/3016              | 6599/1398                  | 20/8                       | 1/0                    | 4/1                    | 8/6                | 1/0                    |                        |                        |
| 2014年10月29日 | 13567      | 4951       | 1667/1018            | 6535/2413              | 5338/1510                  | 20/8                       | 1/0                    | 4/1                    |                    |                        |                        |                        |
| 2014年10月27日 | 13703      | 4922       | 1906/997             | 6535/2413              | 5235/1500                  | 20/8                       | 1/0                    | 4/1                    |                    |                        |                        |                        |
| 2014年10月23日 | 10141      | 4922       | 1553/926             | 4665/2705              | 3896/1281                  | 20/8                       | 1/0                    | 4/1                    |                    |                        |                        |                        |
| 2014年10月19日 | 9936       | 4877       | 1540/904             | 4665/2705              | 3706/1259                  | 20/8                       | 1/0                    | 3/1                    |                    |                        |                        |                        |
| 2014年10月17日 | 9693       | 4811       | 1501/886             | 4607/2689              | 3560/1227                  | 20/8                       | 1/0                    | 3/1                    |                    |                        |                        |                        |
| 2014年10月14日 | 9216       | 4555       | 1519/862             | 4262/2484              | 3410/1200                  | 20/8                       | 1/0                    | 3/1                    |                    |                        |                        |                        |
| 2014年10月12日 | 8997       | 4493       | 1472/843             | 4249/2458              | 3252/1183                  | 20/8                       | 1/0                    | 2/1                    |                    |                        |                        |                        |
| 2014年10月7日  | 8399       | 4033       | 1350/778             | 4076/2316              | 2950/930                   | 20/8                       | 1/0                    | 1/1                    |                    |                        |                        |                        |
| 2014年10月5日  | 8033       | 3865       | 1298/768             | 3924/2210              | 2789/879                   | 20/8                       | 1/0                    | 1/0                    |                    |                        |                        |                        |
| 2014年10月1日  | 7492       | 3439       | 1199/739             | 3834/2069              | 2437/623                   | 20/8                       | 1/0                    | 1/0                    |                    |                        |                        |                        |
| 2014年9月28日  | 7192       | 3286       | 1157/710             | 3696/1998              | 2317/570                   | 20/8                       | 1/0                    | 1/0                    |                    |                        |                        |                        |
| 2014年9月25日  | 6808       | 3159       | 1103/668             | 3564/1922              | 2120/561                   | 20/8                       | 1/0                    |                        |                    |                        |                        |                        |
| 2014年9月23日  | 6574       | 3043       | 1074/648             | 3458/1830              | 2021/557                   | 20/8                       | 1/0                    |                        |                    |                        |                        |                        |
| 2014年9月21日  | 6263       | 2900       | 1022/635             | 3280/1707              | 1940/550                   | 20/8                       | 1/0                    |                        |                    |                        |                        |                        |
| 2014年9月17日  | 5762       | 2746       | 965/623              | 3022/1578              | 1753/537                   | 21/8                       | 1/0                    |                        |                    |                        |                        |                        |
| 2014年9月14日  | 5339       | 2586       | 942/601              | 2720/1461              | 1655/516                   | 21/8                       | 1/0                    |                        |                    |                        |                        |                        |
| 2014年9月10日  | 4846       | 2375       | 899/568              | 2415/1307              | 1509/493                   | 22/7                       | 3/0                    |                        |                    |                        |                        |                        |
| 2014年9月7日   | 4366       | 2177       | 861/557              | 2081/1137              | 1424/476                   | 22/7                       | 3/0                    |                        |                    |                        |                        |                        |
| 2014年9月3日   | 4001       | 2089       | 823/522              | 1863/1078              | 1292/452                   | 22/7                       | 1/0                    |                        |                    |                        |                        |                        |
| 2014年8月31日  | 3707       | 1808       | 771/494              | 1698/871               | 1216/436                   | 21/7                       | 1/0                    |                        |                    |                        |                        |                        |
| 2014年8月25日  | 3071       | 1552       | 648/430              | 1378/694               | 1026/422                   | 19/6                       |                        |                        |                    |                        |                        |                        |
| 2014年8月20日  | 2615       | 1427       | 607/406              | 1082/624               | 910/392                    | 16/5                       |                        |                        |                    |                        |                        |                        |
| 2014年8月18日  | 2473       | 1350       | 579/396              | 972/576                | 907/374                    | 15/4                       |                        |                        |                    |                        |                        |                        |
| 2014年8月16日  | 2240       | 1229       | 543/394              | 834/466                | 848/365                    | 15/4                       |                        |                        |                    |                        |                        |                        |
| 2014年8月13日  | 2127       | 1145       | 519/380              | 786/413                | 810/348                    | 12/4                       |                        |                        |                    |                        |                        |                        |
| 2014年8月11日  | 1975       | 1069       | 510/377              | 670/355                | 783/334                    | 12/3                       |                        |                        |                    |                        |                        |                        |
| 2014年8月9日   | 1843       | 1013       | 506/373              | 599/323                | 730/315                    | 13/2                       |                        |                        |                    |                        |                        |                        |
| 2014年8月6日   | 1779       | 961        | 495/367              | 554/294                | 717/298                    | 13/2                       |                        |                        |                    |                        |                        |                        |
| 2014年8月4日   | 1711       | 932        | 495/363              | 516/282                | 691/286                    | 9/1                        |                        |                        |                    |                        |                        |                        |
| 2014年8月1日   | 1603       | 887        | 485/358              | 468/225                | 646/273                    | 4/1                        |                        |                        |                    |                        |                        |                        |
| 2014年7月27日  | 1323       | 729        | 460/339              | 329/156                | 533 /233                   | 1/1                        |                        |                        |                    |                        |                        |                        |
| 2014年7月20日  | 1093       | 660        | 415/314              | 224/127                | 454/219                    |                            |                        |                        |                    |                        |                        |                        |
| 2014年7月17日  | 1048       | 632        | 410/310              | 196/116                | 442/206                    |                            |                        |                        |                    |                        |                        |                        |
| 2014年7月12日  | 964        | 603        | 406/304              | 172/105                | 386/194                    |                            |                        |                        |                    |                        |                        |                        |
| 2014年7月8日   | 888        | 539        | 409/309              | 142/88                 | 337/142                    |                            |                        |                        |                    |                        |                        |                        |
| 2014年7月6日   | 844        | 518        | 408/307              | 131/84                 | 305/127                    |                            |                        |                        |                    |                        |                        |                        |
| 2014年7月2日   | 779        | 481        | 412/305              | 115/75                 | 252/101                    |                            |                        |                        |                    |                        |                        |                        |
| 2014年6月30日  | 759        | 467        | 413/303              | 107/65                 | 239/99                     |                            |                        |                        |                    |                        |                        |                        |
| 2014年6月22日  | 567        | 350        | 390/267              | 41/25                  | 136/58                     |                            |                        |                        |                    |                        |                        |                        |
| 2014年6月17日  | 528        | 337        | 398/264              | 33/24                  | 97/49                      |                            |                        |                        |                    |                        |                        |                        |
| 2014年6月10日  | 474        | 252        | 372/236              | 13/9                   | 89/7                       |                            |                        |                        |                    |                        |                        |                        |
| 2014年6月5日   | 438        | 231        | 344/215              | 13/9                   | 81/7                       |                            |                        |                        |                    |                        |                        |                        |
| 2014年6月2日   | 354        | 208        | 291/193              | 13/9                   | 50/6                       |                            |                        |                        |                    |                        |                        |                        |
| 2014年5月27日  | 309        | 200        | 281/186              | 12/9                   | 16/5                       |                            |                        |                        |                    |                        |                        |                        |
| 2014年5月23日  | 270        | 183        | 258/174              | 12/9                   |                            |                            |                        |                        |                    |                        |                        |                        |
| 2014年5月14日  | 245        | 166        | 233/157              | 12/9                   |                            |                            |                        |                        |                    |                        |                        |                        |
| 2014年5月5日   | 243        | 164        | 231/155              | 12/9                   |                            |                            |                        |                        |                    |                        |                        |                        |
| 2014年4月30日  | 233        | 155        | 221/146              | 12/9                   |                            |                            |                        |                        |                    |                        |                        |                        |
| 2014年4月23日  | 220        | 145        | 208/136              | 12/9                   |                            |                            |                        |                        |                    |                        |                        |                        |
| 2014年4月21日  | 215        | 138        | 203/129              | 12/9                   |                            |                            |                        |                        |                    |                        |                        |                        |
| 2014年4月17日  | 209        | 131        | 197/122              | 12/9                   |                            |                            |                        |                        |                    |                        |                        |                        |
| 2014年4月10日  | 169        | 110        | 157/101              | 12/9                   |                            |                            |                        |                        |                    |                        |                        |                        |
| 2014年4月7日   | 163        | 102        | 151/95               | 12/7                   |                            |                            |                        |                        |                    |                        |                        |                        |
| 2014年4月2日   | 135        | 88         | 127/83               | 8/5                    |                            |                            |                        |                        |                    |                        |                        |                        |
| 2014年4月1日   | 130        | 82         | 122/80               | 8/2                    |                            |                            |                        |                        |                    |                        |                        |                        |
| 2014年3月31日  | 114        | 70         | 112/70               | 2/0                    |                            |                            |                        |                        |                    |                        |                        |                        |
| 2014年3月27日  | 103        | 66         | 103/66               |                        |                            |                            |                        |                        |                    |                        |                        |                        |
| 2014年3月26日  | 86         | 60         | 86/60                |                        |                            |                            |                        |                        |                    |                        |                        |                        |
| 2014年3月25日  | 86         | 59         | 86/59                |                        |                            |                            |                        |                        |                    |                        |                        |                        |
| 2014年3月22日  | 49         | 29         | 49/29                |                        |                            |                            |                        |                        |                    |                        |                        |                        |